# Lago Boyuk-Shor
Boyuk-Shor (en idioma azerí: Böyük Şor gölü), es el segundo lago más grande de Azerbaiyán y el más grande de la península de Absheron. Está situado en el centro de la península de Absheron, en los límites de los raiones de Bakú, Binagadi, Sabunchu y Narimanov.

## Descripción general
Según datos geológicos, la profundidad media del agua en el lago es de 3,40-3,95 metros; la profundidad máxima es de 4,20 metros. La profundidad del litoral oscila entre 0,50 y 1,70 metros. El lago tiene forma ovalada y su longitud desde la orilla noroeste hasta la orilla sureste es de unos 10 km, mientras que su anchura máxima es de 1,5-2,0 km. El lago se alimenta de las aguas subterráneas y está completamente contenido de cualquier río. La superficie del lago es de 1.300 hectáreas y el volumen es de 45 millones de cm³.

### Ecología
La situación ecológica del lago es mala. Está contaminado con los residuos de las empresas de los alrededores. Según el Ministerio de Ecología, cerca de 18 mil m³ de residuos industriales y comunales son depositados en el lago. Una de las principales fuentes de contaminación son las aguas residuales de la exploración y producción de petróleo de la década de 1930. El primer depósito de almacenamiento de petróleo se construyó cerca del lago en 1866. En 2004, el estado ecológico del lago se colocó en una categoría extremadamente pobre, además, las obras de construcción que comenzaron con la desecación del lago causaron más contaminación para los residentes del área. Los fuertes vientos de Bakú crean polvo de la arena transportada al lugar del lago para secar el lago.  Los expertos también han alegado que mientras se deshidrata el lago, los sedimentos esparcidos por el viento causarán más problemas ecológicos.

## Construcción de un complejo de entretenimiento

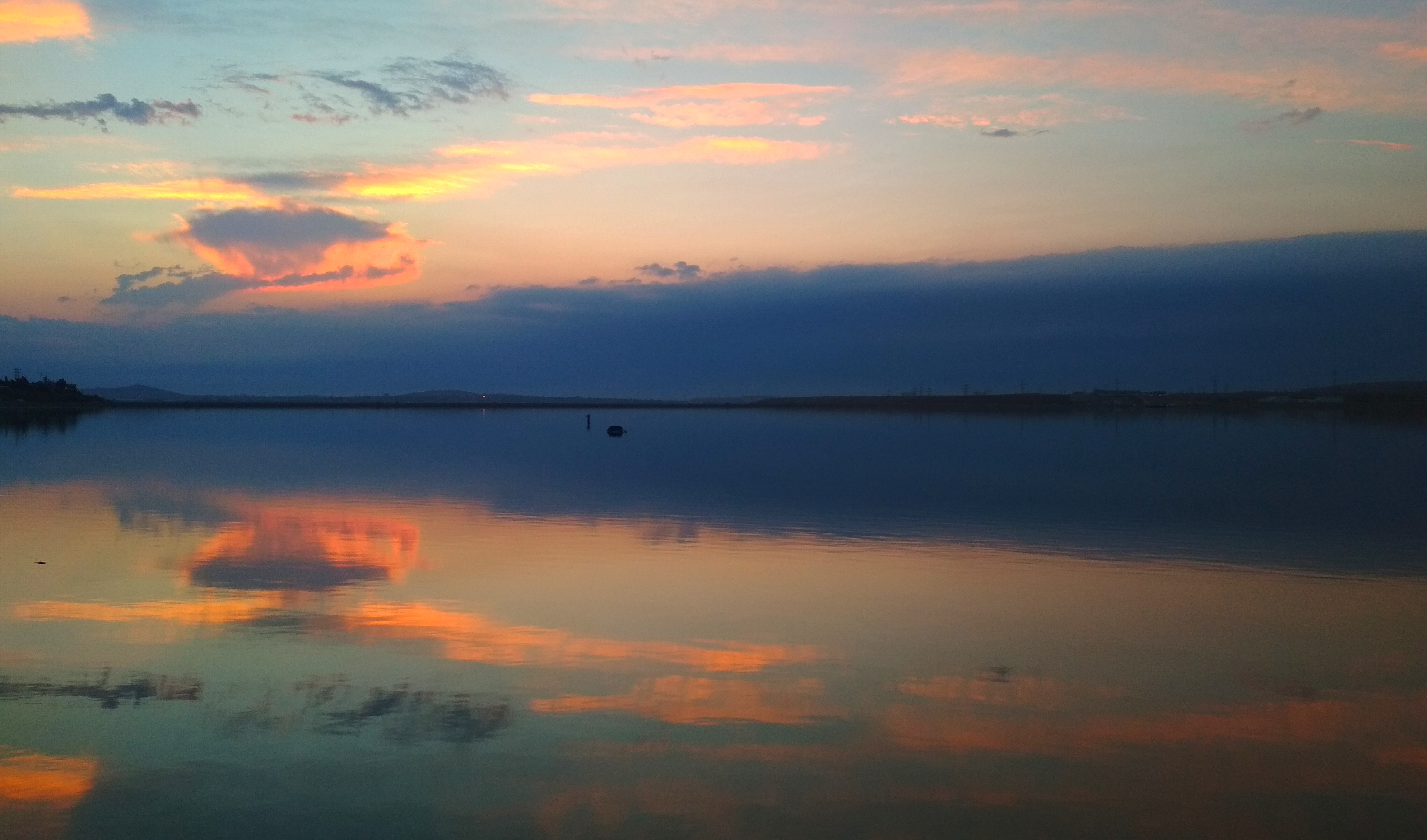
Vista del lago.

En la primera década del año 2000, las autoridades de Bakú prepararon un plan para la construcción de un gran complejo de entretenimiento en el lugar del lago Boyuk Shor. Se planeaba secar el lago y construir un conjunto de parques y edificios en su territorio. La primera etapa del proyecto prevé consumir 128 hectáreas del territorio, con un 70% de suelo y un 30% de lago artificial limpio por crear. Incluirá un parque de atracciones, instalaciones deportivas y turísticas y jardines. El Museo del Petróleo de Azerbaiyán, el Museo del Té de Azerbaiyán y el Museo de Vinos de Azerbaiyán también se proponen para ser construidos. Así mismo se construirá un nuevo centro comercial de 4,5 hectáreas. La entrada principal al parque será por la carretera Boyuk Shor Highway —conocida como la "«autopista del aeropuerto»"—. Cerca de la entrada, se habrá el complejo «Children's World». Incluirá un cine, una sala de conciertos, un café, un zoológico (14 ha), un parque de atracciones (10 ha). El centro del complejo contará con un lago artificial con pequeñas embarcaciones de paseo y una cascada de 300 metros de altura. También se incluirá un ferrocarril para niños de 1.000 metros de largo.